# 衍福寺
衍福寺，位于中国黑龙江省大庆市肇源县民意乡大庙村西侧，原为藏传佛教格鲁派寺院，2001年修复后，改为汉传佛教寺院。

## 历史
衍福寺南临嫩江，西靠新新湖。衍福寺始建于清朝初年，康熙二十三年（1684年）扩建，庙名为“都布度贵扎尔拉古鲁克奇”，汉译为“广福寺”，后来改译为“衍福寺”，俗称“金寺”。
衍福寺原来由三组建筑群构成。主体建筑群在中间，其中最南端是影壁，其后依次是双塔、山门殿、钟鼓楼、左右侧殿，大殿（经堂）、东西藏经楼、后殿。据传，该寺鼎盛时期，有喇嘛300多人。每年农历六月十五日，是该寺的经会日，寺内举办盛大的仪式，跳查玛舞（俗称跳鬼），祭敖包，并且举办摔跤、赛马、射箭、打布鲁等等活动，还向观众舍肉粥。
1948年12月25日，因工作人员失职，大雄宝殿在火灾中焚毁。中华人民共和国时期，当地民众捣毁了佛像，摧毁殿堂，将其改做粮库。只有山门前的双塔及影壁保留至今。双塔及影壁成为黑龙江省文物保护单位。
2001年，释静真从松原龙华寺率几位小和尚来到此地，整修寺院，使该寺逐渐扩大规模，终于能够正常开展宗教活动。

## 建筑
衍福寺双塔东、西并列，坐北朝南。双塔为覆钵式塔，青砖砌成，两塔距离32米，塔高15米，由塔基、塔身、塔刹组成。
塔基分基台、基座两部分。底部为基台，每边长八米，高三米多，正方形。基台上方为基座，方形须弥式，四角有方形角柱支撑。基座四面刻有狮子、聚宝盆、宝珠等彩色的图案，四周边缘雕刻有莲瓣等装饰图案。
塔身的底部是阶梯式台座，约高二米。东塔台座是圆形三级，西塔台座是方形四级。台座四周刻有梵文六字真言。台座上方为覆钵形白色塔身，约高四米，上有八只独角兽，口中各含彩色璎珞。塔身南面各设一佛龛，东塔龛门周围刻有双龙，西塔龛门周围刻有花草。据说，两个佛龛内原来各藏本塔铜制镏金模型，约高一尺多，中华人民共和国初期，被本寺一位喇嘛盗走。
塔刹高五米多，刹干为白色，下粗上细呈圆锥形，上有十三重相轮，每重相轮南北均雕有相同的五字梵文。刹干底部收敛，接底座。刹干顶端由宝珠，日、月、莲瓣伞（又称宝盖）组成金顶，镂刻花纹。宝盖曾经丢失，1978年修缮时，补配了一对。刹干两侧自上至下，有两条木制透雕蔓草纹饰图案的支柱，为刹饰。
山门前的影壁距离双塔约27米。影壁高5米，长16米，宽大约1米，青砖磨缝砌成。影壁底部为束腰须弥座，座上为墙身。影壁中部池子四角带有砖雕彩绘蔓草花纹；中央为圆形图案，南面为“海马朝云”，北面为“二龙戏珠”。檐部为斜出六方头承托桃檐，上出檐椽、飞椽，壁顶为硬山式，上铺筒瓦。东西脊端各有一龙形鸱吻。